# Veenendaal-Veenendaal 1993
La Veenendaal-Veenendaal 1993, ottava edizione della corsa, si svolse il 25 agosto su un percorso di 210 km, con partenza e arrivo a Veenendaal. Fu vinta dall'olandese Rob Mulders della squadra Wordperfect davanti ai connazionali Maarten den Bakker e Danny Nelissen.

## Ordine d'arrivo (Top 10)
| Pos. | Corridore          | Squadra       | Tempo    |
| ---- | ------------------ | ------------- | -------- |
| 1    | Rob Mulders        | Wordperfect   | 4h52'20" |
| 2    | Maarten den Bakker | TVM-Bison Kit |          |
| 3    | Danny Nelissen     | TVM-Bison Kit |          |
| 4    | Adrie van der Poel | Mercatone Uno |          |
| 5    | Eddy Bouwmans      | Novemail      |          |
| 6    | Olaf Ludwig        | Telekom       |          |
| 7    | Frans Maassen      | Wordperfect   |          |
| 8    | Gert-Jan Theunisse | TVM-Bison Kit |          |
| 9    | Steven Rooks       | Festina       |          |
| 10   | Bjorn Stenersen    | Motorola      |          |